# Viện Nghiên cứu Phát triển Du lịch
Viện Nghiên cứu Phát triển Du lịch (tên giao dịch quốc tế: Institute For Tourism Development Research, ITDR) 
là cơ quan sự nghiệp công lập trực thuộc Tổng cục Du lịch, Bộ Văn hóa, Thể thao và Du lịch, có chức năng nghiên cứu chiến lược, quy hoạch, cơ chế chính sách quản lý, phát triển du lịch, phục vụ công tác quản lý nhà nước về du lịch.
Kể từ khi thành lập cho đến nay, Viện đã có lịch sử hình thành và phát triển hơn 25 năm.

## Lịch sử hình thành và phát triển
Ngày 6 tháng 9 năm 1988, Viện Nghiên cứu Phát triển Du lịch được thành lập theo quyết định số 265/QĐTC-TCCB, với Viện trưởng đầu tiên là Tiến sĩ Nguyễn Hồng Minh, chuyên gia về kinh tế

### Lãnh đạo Viện qua các thời kỳ
1. TS Nguyễn Hồng Minh (1988-1989)
2. GS.TS. Lê Nhật Thức (1989-1992)
3. PGS.TS Vũ Tuấn Cảnh (1993-1999)
4. TS. Trịnh Quang Hảo (2000-2003)
5. TS. Lê Trọng Bình (2004-2009)
6. TS. Hà Văn Siêu (2009 - 2015)
7. TS. Nguyễn Anh Tuấn (2015 đến nay)

## Chức năng, nhiệm vụ

#### Chức năng
Viện Nghiên cứu Phát triển Du lịch là đơn vị sự nghiệp trực thuộc Tổng cục Du lịch; Bộ Văn hoá, Thể thao và Du lịch. Viện được thành lập năm 1988, có chức năng nghiên cứu xây dựng chiến lược, quy hoạch, cơ chế chính sách quản lý, phát triển du lịch phục vụ công tác quản lý nhà nước về du lịch.

#### Nhiệm vụ
1. Trình Tổng cục trưởng Tổng cục Du lịch để trình Bộ trưởng Bộ Văn hoá, Thể thao và Du lịch quyết định: 
1.1. Chương trình, kế hoạch nghiên cứu dài hạn, chiến lược phát triển du lịch; 
1.2. Ban hành quy chế và tổ chức nghiên cứu, đánh giá, phân loại tài nguyên du lịch; chương trình về bảo vệ, tôn tạo, khai thác, sử dụng và phát triển bền vững tài nguyên du lịch và môi trường du lịch.
2. Trình Tổng cục trưởng Tổng cục Du lịch chương trình, kế hoạch năm năm và hàng năm của Viện; tổ chức triển khai thực hiện sau khi được phê duyệt.
3. Xây dựng hoặc tham gia xây dựng chiến lược, quy hoạch, kế hoạch tổng thể phát triển du lịch; các chương trình, đề án, dự án, dự thảo văn bản quy phạm pháp luật theo phân công của Tổng cục trưởng Tổng cục Du lịch.
4. Tham gia thẩm định các dự án quy hoạch về phát triển du lịch tỉnh, thành phố trực thuộc Trung ương, khu du lịch, tuyến du lịch, các dự án về du lịch hoặc liên quan đến du lịch theo phân công của Tổng cục trưởng Tổng cục Du lịch.
5. Tổ chức nghiên cứu cơ sở lý luận, thực tiễn về phát triển du lịch, nghiên cứu thị trường, xu hướng phát triển thị trường và sản phẩm du lịch để phục vụ quản lý và phát triển du lịch.
6. Xây dựng hoặc tham gia xây dựng hệ thống tiêu chuẩn, định mức kinh tế - kỹ thuật ngành du lịch, các giải pháp tăng cường hiệu lực quản lý nhà nước và hiệu quả kinh doanh du lịch.
7. Xây dựng Quy chế quản lý khu du lịch thuộc ranh giới hành chính từ hai tỉnh, thành phố trực thuộc Trung ương trở lên.
8. Tổ chức công tác thông tin về khoa học chuyên ngành du lịch; biên tập, xuất bản các ấn phẩm, sản phẩm nghiên cứu khoa học công nghệ trong lĩnh vực du lịch để phổ biến kết quả nghiên cứu khoa học công nghệ về du lịch.
9. Tổ chức khai thác, ứng dụng kết quả nghiên cứu vào hoạt động của ngành du lịch; thực hiện các dịch vụ khoa học công nghệ, tư vấn phát triển du lịch; ký kết các hợp đồng nghiên cứu khoa học, đề tài, dự án quy hoạch phát triển du lịch đối với các tổ chức, cá nhân, cơ quan nghiên cứu và các nhà khoa học theo quy định của pháp luật.
10. Hợp tác nghiên cứu khoa học với các tổ chức, cá nhân ở trong nước và ở nước ngoài về lĩnh vực du lịch theo quy định của pháp luật.
11. Tham gia đào tạo đại học và tổ chức đào tạo sau đại học thuộc các chuyên ngành về du lịch; tham gia bồi dưỡng nâng cao trình độ cho công chức, viên chức trong ngành theo quy định của Nhà nước.
12. Thực hiện chế độ sơ kết, tổng kết, báo cáo định kỳ, đột xuất về các lĩnh vực được giao theo quy định của pháp luật và của Tổng cục Du lịch.
13. Quản lý biên chế, thực hiện các chế độ, chính sách đối với cán bộ, viên chức và người lao động thuộc phạm vi quản lý của Viện Nghiên cứu phát triển Du lịch; quản lý tài sản và các nguồn lực khác được giao theo quy định của pháp luật.
14. Thực hiện các nhiệm vụ khác do Tổng cục trưởng Tổng cục Du lịch giao.

## Lĩnh vực hoạt động

### Nghiên cứu khoa học
Viện Nghiên cứu Phát triển Du lịch đã chủ trì thực hiện nhiều đề tài nghiên cứu khoa học cấp nhà nước, cấp Bộ, tập trung vào những lĩnh vực chuyên ngành phục vụ nhu cầu phát triển du lịch của đất nước như: tài nguyên, môi trường; thị trường và sản phẩm; đầu tư phát triển; phát triển bền vững; biến đổi khí hậu; xây dựng hệ thống chỉ tiêu, tiêu chuẩn phát triển ngành; v.v. Nhiều kết quả nghiên cứu đã được sử dụng trong xây dựng các chính sách phát triển du lịch, đặc biệt là Luật Du lịch và các nghị định; Chiến lược phát triển du lịch; trong công tác quy hoạch phát triển ngành.

### Thực hiện các đề án, dự án
Tham gia soạn thảo Luật Du lịch, Nghị định và các văn bản pháp quy khác;
Chủ trì xây dựng Chiến lược phát triển du lịch Việt Nam; thực hiện các đề án, dự án quy hoạch phát triển du lịch quốc gia, vùng du lịch, trung tâm du lịch, các tỉnh, thành phố trong cả nước;
Thực hiện các nhiệm vụ về bảo vệ môi trường như điều tra xây dựng báo cáo hiện trạng môi trường các khu du lịch; đánh giá tác động môi trường; đề xuất các giải pháp bảo vệ môi trường du lịch; tăng cường năng lực kiểm soát ô nhiễm; xây dựng cơ sở dữ liệu phục vụ đánh giá hiện trạng môi trường…

### Hợp tác quốc tế
Trong quá trình hoạt động, Viện Nghiên cứu Phát triển Du lịch đã thiết lập được mạng lưới quan hệ hợp tác quốc tế rộng rãi và chặt chẽ với nhiều cơ quan, tổ chức du lịch quốc tế như Tổ chức Du lịch Thế giới (UNWTO), Tổ chức Phát triển Hà Lan (SNV), Tổ chức Bảo tồn Thiên nhiên Thế giới (IUCN), Quỹ động vật hoang dã (WWF), Cơ quan Hợp tác Quốc tế Tây Ban Nha (AECI),Cơ quan Hợp tác Quốc tế Nhật Bản (JICA); với Dự án Phát triển nguồn nhân lực của EU, Dự án Phát triển du lịch tiểu vùng Mêkông của ADB…; với các Viện nghiên cứu, các Trường Đại học như Viện Nghiên cứu Chính sách Văn hóa và Du lịch Hàn Quốc, Viện Phát triển Kinh tế Trung Quốc; Đại học Chiang Mai (Thái Lan), Đại học Sorbonne (Pháp)...trong các hoạt động nghiên cứu về phát triển du lịch bền vững, phát triển du lịch sinh thái, quản lý phát triển du lịch tại các khu vực có di sản thế giới ở Việt nam, v.v

### Đào tạo
Viện Nghiên cứu Phát triển Du lịch đã phối hợp và tham gia với nhiều trường đại học trong đào tạo, hướng dẫn tốt nghiệp đại học và sau đại học về lĩnh vực du lịch và các lĩnh vực liên quan; tham gia giảng dạy tại các lớp đào tạo, tập huấn nâng cao năng lực đội ngũ lao động ngành du lịch.

### Thông tin - tư liệu
Viện Nghiên cứu Phát triển Du lịch hiện có thư viện với trên 2.000 đầu sách chuyên ngành tiếng Việt và tiếng nước ngoài, được quản lý trực tiếp trên mạng máy tính, có thể phục vụ cán bộ chuyên môn trong và ngoài Viện. Hệ thống cơ sở dữ liệu với hàng chục ngàn bản ghi về tài nguyên du lịch, số liệu thống kê chuyên ngành du lịch và danh mục các đề tài khoa học, dự án quy hoạch du lịch, dự án đánh giá tác động môi trường…

## Những thành tựu nổi bật
Tính đến năm 2013, sau 25 năm lịch sử hình thành và phát triển, Viện Nghiên cứu Phát triển Du lịch đã có những đóng góp to lớn cho du lịch Việt Nam.